# Palazzo Montesilvano
Il Palazzo Montesilvano è un edificio di valore storico e architettonico di Napoli, ubicato nell'omonima strada nel quartiere Stella.
Il palazzo venne eretto nei primi decenni del XVII secolo, probabilmente su commissione di Lelio Brancaccio (1560 circa-1637), marchese di Montesilvano. Nella sua storia è stato restaurato e modificato più volte, l'ultima delle quali nella prima metà del XIX secolo. Presenta una facciata di cinque piani, fatta da un piano terra, un ammezzato, un nobile e dai due superiori. I primi due sono compresi nel basamento in bugnato liscio, al centro del quale si apre il portale in stucco ottocentesco dall'arco a tutto sesto che, a suo tempo, ha certamente sostituito un precedente portale in pietra; mentre il nobile si distingue per i timpani curvi che sormontano le cornici delle finestre. L'elemento architettonico di maggior rilievo resta però la settecentesca scala aperta, a pianta trapezoidale e dall'unica arcata a tutto sesto per livello, situata sul fondo del cortile.
Allo stato attuale, nonostante la sua importanza storica, è in pessime condizioni manutentive.